# Provincia Logar
Provincia Logar (paștună لوګر; persană: لوگَر) este una dintre provinciile Afganistanului. Este localizată în partea estică a statului.